# Meersseni szerződés
A Merseni szerződés 870-ben lezajlott szerződés a nagy Frank Birodalom örökösei közt.
Miután II. Lothár középső frank király 869-ben, Provence-i Károly Provence-i király pedig 863-ban meghalt, Kopasz Károly, Német Lajos és II. Lajos itáliai király (aki I. Lothar legidősebb fia volt,) újra tárgyalni kezdtek, hol húzzák meg az új határokat. Végül 870-ben Mersenben aláírtak egy szerződést, miszerint Burgundia nyugati határ menti sávját Kopasz Károly, Burgundia többi részét (a Rhône-ig) II. Lajos birodalmába olvasztották. II. Lothár országából szintén csak a legnyugatibb részeket csatolták a Nyugati Frank Királysághoz, a többi rész a Keleti Frank Királyság ellenőrzése alá került.